# Tipula (Vestiplex) tchukchi obtusidens
Tipula (Vestiplex) tchukchi obtusidens is een ondersoort van de tweevleugelige Tipula (Vestiplex) tchukchi uit de familie langpootmuggen (Tipulidae). De ondersoort komt voor in het Palearctisch gebied.